# Opgezwolle
Opgezwolle is een voormalige Nederlandse rapformatie uit Zwolle bestaande uit rapper Sticky Steez, rapper Phreako Rico en de dj-producer Delic. De groep werd rond 1998 gevormd en bracht in 2001 hun debuutalbum Spuugdingen op de mic uit. Ze tekenden een contract bij het nederhoplabel Top Notch en vormden in 2002 een groep met DuvelDuvel, genaamd Opgeduveld. In 2003 verscheen hun tweede album Vloeistof. Samen met Jawat!, DuvelDuvel, Typhoon en Kubus ging de groep op de Buitenwesten tour. Het derde album Eigen Wereld verscheen in 2006 en werd in 2016 door de stemmers op hiphopinjesmoel.nl verkozen tot "Het Hardste Hiphop Album van de Lage Landen".
Eind 2007 ging de groep uit elkaar, waarna Sticks en Rico beiden verder gingen met solo projecten. In 2016 kwamen de twee rappers bij elkaar om in de Heineken Music Hall de show #OpgezwolleTotNu te geven. De show was binnen no-time uitverkocht, waarna er een tour aan vast werd geplakt. Daarnaast kwam er een vijftienjaar carrière-omvattende boxset uit.

## Biografie
In 2001 besloot Opgezwolle mee te doen aan "De oogst van Overijssel". Na het winnen van de finale in poppodium Atak in Enschede in mei 2001, wat ook een plek in de regiofinale van de Grote Prijs van Nederland of GPNL opleverde, werd in de zomer de cd Spuugdingen op de mic opgenomen.
Opgezwolle zat in de finale van de GPNL samen met Raymzter. De jury vond Raymzter net wat meer indruk maken en hij ging er dan ook met de prijs vandoor. Dj Delic kreeg echter de prijs voor "Muzikant van de avond", vooral zijn producties werden geprezen. Aan de vooravond van de GPNL-finale werd Spuugdingen op de mic gepresenteerd in het Zwolse Hedon. Dat album kreeg en krijgt nog altijd lovende kritieken.
In 2002 was Opgezwolle bezig met verschillende optredens voor de Homegrown-tournee. Het platenlabel Top Notch toonde interesse in de groep en medio 2002 werd een platencontract getekend voor drie albums.
Op 5 december 2002 verscheen voor het eerst "Opgeduveld", een combinatie van Opgezwolle en de Rotterdamse rapgroep DuvelDuvel. Ook deze cd werd goed ontvangen. In 2005 werd er een heruitgave van uitgebracht, in een "gewone" en een "collectors editie".
In 2003 kwam het nieuwe album van Opgezwolle genaamd Vloeistof/Brandstof, een dubbel-cd waarvan de tweede een lege cd-recordable is. De nummers voor Brandstof zijn dan ook gratis te downloaden op de website van Opgezwolle. Na de vele optredens op zowel Lowlands, bevrijdingsfestivals, de huldiging van FC Zwolle, Planet Rock en de Top Notch-tournee waren de mannen van Opgezwolle aan iets nieuws toe en gingen ze nieuwe tracks schrijven met de medewerking van onder andere Raymzter, C-mon, DuvelDuvel, Blabla, Blaxtar, Typhoon en beatmaker Kubus.
Op 29 november 2004 lag de meest recente cd van Sticks en Kubus in de winkels, genaamd Microphone Colossus.
De Buitenwesten-tournee met Typhoon, Jawat!, Kubus, Duvel en de mannen zelf trok door heel Nederland en was veelal uitverkocht. De tournee gold als een groot succes.
Na een lange stilte kwam op 23 januari 2006 het derde Opgezwolle-album Eigen Wereld uit. Op dit album staan veel nummers waar de groep samenwerkt met andere muzikanten, onder anderen Jawat!, Duvel, Winne en Raymzter. De cd bevat 21 nummers, heeft een speelduur van bijna 70 minuten én eindigde in de 'Album Top 100' op de 4e plek, de hoogste notering voor een Nederlandstalig rap-album ooit. (Ter vergelijking: 'Verschil moet er zijn' van Brainpower kwam niet verder dan plaats 6).
Ook de tournee rondom dit album maakt indruk. Opgezwolle mag op Pinkpop de programmering van de John Peel-stage afsluiten op maandag.
In december 2006 komt de 'albumfilm' Eigen Wereld uit. In de film speelt acteur Cees Geel bejaardenverzorger Gerrit, werkzaam in het Rusthuis Sassenpoort een aantal decennia in de toekomst. Gerrit raakt geobsedeerd door drie dementerende bejaarden die vroeger de formatie Opgezwolle vormden. Bij de film worden ook drie clips uitgebracht: 'De Jug', 'Elektrostress' en 'Gekke Gerrit'.
Op 21 september 2007 lag de cd Fakkelteit in de winkels, deze kwam binnen op de 7e de plek in de album top 100. Dit solo-project van Sticks en Delic heeft lang op zich laten wachten. Op het album staan featurings van Rico, Typhoon, Shyrock, James en Jawat!. Alle beats zijn geproduceerd door Delic, behalve 'Spaanse Vlieg' van A.R.T.
Op 1 oktober 2007 is bekend geworden dat Opgezwolle is genomineerd voor een EMA (Europe Music Award) voor "Beste Nederlandse Artiest". Deze prijs werd echter niet gewonnen, maar ging naar Within Temptation.

### Stop
Op 30 november 2007 maakte Opgezwolle, tijdens een concert in de Waerdse Tempel in Heerhugowaard, bekend te stoppen als groep. Een aantal dagen later op 3 december 2007 verscheen de officiële verklaring op de website van Top Notch en Opgezwolle, waarin werd vermeld dat het om een voorlopige stop gaat. Hier zal vooral dj Delic een andere weg in slaan door een wereldreis te gaan maken en zich te richten op kunstschilderen. Rico en Sticks blijven wel doorgaan met het maken van nieuwe muziek. Het duo blijft vooralsnog optreden onder de naam Opgezwolle, waar de rol van Delic wordt ingevuld door A.R.T.
2 januari 2009 zegt Delic hierover in een interview:
“Wij wisten zelf al een jaar voordat het bekend werd, dat we zouden stoppen. Ik wilde iets nieuws doen. En voelde me een beetje beperkt door de bandvorm. Rico en Sticks gaan door. Maar Opgezwolle zoals het was, bestaat niet meer. Hoe de toekomst eruitziet, geen idee.”
Begin 2009 werd bekend dat Rico en Sticks samen met A.R.T., Typhoon, Sanders en James doorgaan onder de naam Fakkelbrigade.

## Prijzen en nominaties

### Categorie
| Beste Groep 2005, 2006 Gouden Greep winnaar 2007 Gouden Greep nominatie Beste Live Act 2006, 2007 Gouden Greep winnaar 2007 Urban Award winnaar 2006 Urban Award nominatie 2007 TMF Awards 2007 nominatie Beste Album; Eigen Wereld 2006 Gouden Greep winnaar 2006 VPRO 3VOOR12 Award 2006 winnaar 2006 Urban Award nominatie 2006 TMF Awards 2006 nominatie |  | Beste Nummer/Single; Hoedenplank 2006 Urban Award winnaar 2006 Gouden Greep winnaar Beste Clip - Eigen Wereld 2006 Gouden Greep winnaar - Hoedenplank 2006 Urban Award nominatie |

### Prijzenkast
Awards
| Jaar | Prijs                        | Categorie                       | Muziek            | R   |
| ---- | ---------------------------- | ------------------------------- | ----------------- | --- |
| 2001 | De Oogst Van Overijssel      | HipHop/Nederhop                 |                   | Win |
| 2004 | Essent Awards                |                                 |                   | Win |
| 2005 | Gouden Greep                 | Beste Groep                     |                   | Win |
| 2005 | Gouden Greep                 | Beste Concert                   | Buitenwesten Show | Win |
| 2006 | Urban Award                  | Beste Album                     | Eigen Wereld      | Nom |
| 2006 | Urban Award                  | Beste Single                    | Hoedenplank       | Win |
| 2006 | Urban Award                  | Beste Clip                      | Hoedenplank       | Nom |
| 2006 | Urban Award                  | Beste Live-act                  |                   | Nom |
| 2006 | Gouden Greep                 | Beste Album                     | Eigen Wereld      | Win |
| 2006 | Gouden Greep                 | Beste Nummer                    | Hoedenplank       | Win |
| 2006 | Gouden Greep                 | Beste Groep                     |                   | Win |
| 2006 | Gouden Greep                 | Beste Live-act                  |                   | Win |
| 2006 | Gouden Greep                 | Beste Clip                      | Eigen Wereld      | Win |
| 2006 | TMF Awards 2006              | Beste Album                     | Eigen Wereld      | Nom |
| 2006 | 3VOOR12 Award                | Beste Album                     | Eigen Wereld      | Win |
| 2007 | Zilveren Harp                |                                 |                   | Win |
| 2007 | Urban Award                  | Beste Live-act                  |                   | Win |
| 2007 | Gouden Greep                 | Beste Groep                     |                   | Nom |
| 2007 | Gouden Greep                 | Beste Live-act                  |                   | Win |
| 2007 | 3FM Awards 2007              | Beste Artiest Hiphop/R&B        |                   | Nom |
| 2007 | TMF Awards 2007              | Beste Live-act                  |                   | Nom |
| 2007 | MTV Europe Music Awards 2007 | Beste Nederlandse/Belgische Act |                   | Nom |

Lijsten
- 2007 - Nieuwe Revu Top15 NL Hiphop albums (1992-2007): nr. 2 Eigen Wereld, nr. 3 Vloeistof
- 2016 - Hiphop in je Smoel Het Hardste Hiphop Album van de Lage Landen (1992-2016): nr. 1 Eigen Wereld[3]

3voor12 Song van het Jaar 
- 2003 - nr. 90 Tjappies & Mammies[6]
- 2005 - nr. 30 Zwarte Koffie (met Jawat!)[7]
- 2006 - nr. 10 Hoedenplank[8]

Hiphop in je Smoel De Hardste 
- 2016 - nr. 1 Eigen Wereld[9]

Records
- Hoogst genoteerde nederhop-album in de album top 100 (2006-2013): nr. 4 Eigen Wereld[10]

## Discografie

### Albums
Studioalbums
- Spuugdingen op de mic (2001)
- Vloeistof + Brandstof (2003)
- Eigen Wereld (2006)

Mixtapes
- Smookbreeks (met Raymzter) (2003)

Als Opgeduveld (met DuvelDuvel)
- Opgeduveld (2002)

Hitnotering
| Jaar | Album                 | 100 | weken |
| ---- | --------------------- | --- | ----- |
| 2001 | Spuugdingen op de mic | 37  | 2     |
| 2003 | Vloeistof             | 21  | 5     |
| 2006 | Eigen Wereld          | 4   | 21    |

### Nummers
Singles (fysieke uitgaven)
- Tjappies En Mammies (2003)
- Verre Oosten (2003)

Hitnotering
| Jaar | Nummer       | 100   | weken |
| ---- | ------------ | ----- | ----- |
| 2006 | Gekke Gerrit | tip15 | -     |

### Dvd's
- Eigen Wereld (2006)
- Buiten Westen - de film (2008)

### Samenwerkingen
Gastoptredens
| Jaar | Titel                      | Album                  |
| ---- | -------------------------- | ---------------------- |
| 2005 | Zwarte Koffie (met Jawat!) | Jawat! - Ut Zwarte Aap |

Verzamelalbums
| Jaar | Titel            | Album                                |
| ---- | ---------------- | ------------------------------------ |
| 2002 | Netwerk          | Homegrown: Dope Dutch Hiphop Talent  |
| 2002 | Hersenspinsels   | Homegrown: Dope Dutch Hiphop Talent  |
| 2002 | Netwerk          | Alle 18 Dope                         |
| 2006 | Klaar om te Gaan | Black Mosart – For Da Streets vol. 2 |